# Tractament de gasos
El tractament de gasos consisteix en una sèrie de processos físics, químics o biològics que tenen com a objectiu eliminar o reduir els contaminants de les emissions gasoses o contaminants atmosfèrics, per evitar afectes perjudicials tant en el medi ambient, com en l'ésser humà.
Les fonts de contaminants atmosfèrics es divideixen entre fonts naturals (erupcions volcàniques, erosió del sol, resuspensió de pols, emissions biogèniques de boscos) o fonts antropogèniques (fonts de combustió o fonts sense combustió). És causant entre altres del forat a la capa d'ozó, de l'efecte hivernacle, de la boira fotoquímica i de la pluja àcida. L'efecte Callendar és un tipus de contaminació atmosfèrica.
Els tipus de processos de tractament de gasos són:
- Tractament de partícules
- Tractaments fisicoquímics
- Tractaments biològics

## Tractament de partícules
L'eliminació de partícules dels gasos que són alliberats a l'atmosfera és de molta importància en el control de la contaminació.
El tipus de material suspès en el gas pot ser sòlid i/o líquid, les característiques d'aquestes partícules venen determinades per la viscositat del líquid, la facilitat de formar aglomerats en els sòlids, les seves propietats abrasives, la mida i forma, composició química i la resistivitat elèctrica.
De totes les característiques, la mida de les partícules és la més important, ja que afecta a tots els tipus de sistemes de depuració de gasos
Les partícules atmosfèriques s'ordenen segons la seva mida:
- Aerosols. Gotes de líquid o boires, el diàmetre és inferior a 1 µm
- Fums. Partícules sòlides, normalment esfèriques, de diàmetre inferior a 1 µm
- Pols. Partícules entre 1-10 µm, de forma esfèrica o irregulars, escames, fibres o partícules esponjoses. També anomenades PM 10[1]

### Cambres de sedimentació
Les Cambra de sedimentació són sistemes utilitzats per reduir l'emissió de partícules sòlides a l'atmosfera. La cambra de sedimentació és l'ampliació d'un conducte a través del qual circula aire amb partícules sòlides en suspensió. Estan proveïdes de tremuges a la part inferior que recullen les partícules sedimentades. L'àrea de la secció transversal de la cambra de sedimentació és més molt més gran que la del conducte a l'entrada i la sortida d'aquesta. Com que el cabal de gas es manté constant al llarg del conducte, la velocitat del gas disminueix a l'entrar a la cambra. D'aquesta manera les partícules es mantenen el temps suficient perquè sedimentin per gravetat.
El procés utilitza la força de la gravetat per eliminar partícules quan la velocitat terminal és major a aproximadament 13 cm/s. En general, això s'aplica a partícules majors a 50 μm si la densitat de la partícula és baixa; i fins i tot de 10 μm si les partícules són relativament denses. Aquest sistema pot utilitzar-se per classificat les partícules per mides
El dispositiu pot operar a qualsevol temperatura, només limitat per les característiques del material amb què està construït. L'entrada d'aire fred pot causar condensació per refredament local del gas. La condensació pot causar corrosió, acumulació de pols i obstruccions. L'ús d'aïllaments tèrmic pot reduir les pèrdues de calor i prevenir la condensació
| Característiques tècniques                     |
| ---------------------------------------------- |
| Flux d'aire : 0,25-4m3/s                       |
| Càrregues de sòlids: 20-4500g/m3               |
| Baix cost inversió, operació i de manteniment. |

### Ciclons
Els ciclons són els equips de separació inercial que tenen més eficàcia en la captació de partícules. Estan formats bàsicament per un recipient cilíndric vertical on s'introdueix tangencialment el gas portador, carregat de partícules de pols. El corrent es desvia en cercle i per efecte de la força centrífuga, les partícules es llancen a l'exterior en formar la barreja gasosa un remolí vertical descendent. Aquest corrent en espiral del gas canvia de direcció en arribar al fons del recipient i surt pel conducte situat en l'eix. Els ciclons són dispositius útils i barats per a la captació en sec de pols lleuger o gruixut. No obstant això, l'eficiència de captació d'aquests equips és molt baixa, sobretot, en l'eliminació de partícules petites, pel que la seva utilització es redueix, en general, a la pols previ al pas dels gasos per un sistema més eficaç

Esquema d'un cicló

Aquest dispositiu opera millor a càrregues elevades. Un increment de l'eficàcia implica un increment de la pèrdua de pressió i problemes per abrasió.
| Característiques tècniques                                                                 |
| ------------------------------------------------------------------------------------------ |
| Principalment per diàmetres de partícules superior a 10 μm.                                |
| Ciclons d'alta eficàcia: adequats per matèria particulada d'entre 10 i PM 2.5.             |
| Flux d‘aire: 0.5 a 12 m3 /s. (Per fluxos superiors s'utilitzen ciclons en paral·lel)       |
| Temperatura : qualsevol temperatura. Limitada segons els materials en que està construïda. |
| Càrrega de sòlids: 2.3 a 230 g/m3                                                          |
| Cost inversió i operació molt variable. Cost manteniment mitjà                             |
| Pèrdues de pressió petites: 5-10 cm wc baixa eficàcia / 20-25 cm wc alta eficàcia          |

### Precipitadors electroestàtics
Els precipitadors electroestàtics (o ESP per les seves sigles en anglès) són dispositius que s'utilitzen per atrapar partícules mitjançant una ionització, atraient-les per una càrrega electroestàtica induïda. És un procés adequat per a atrapar partícules d'entre 0,01 µm fins a 1mm (pols,fum). Per a partícules de mida superior a les especificades és necessari d'un pretractament.
El precipitador més bàsic conté una fila de filferros fins, seguit per piles de plaques planes de metall espaiades aproximadament 1 centímetre. El corrent d'aire passa a través dels espais entre els filferros i després travessa l'apilament de plaques, captant les partícules.

Diagrama esquemàtic d'un precipitador electroestàtic

| Característiques tècniques                                                   |
| ---------------------------------------------------------------------------- |
| Principalment per diàmetres de partícula inferior a 10 μm, similar a filtres |
| Flux d‘aire: 0.5 a 50 m3 /s                                                  |
| Temperatura: resisteixen alta temperatura 800-900 º                          |
| Càrrega de sòlids: 1 a 10 g/m3                                               |
| Cost inversió alt i d'operació baix                                          |

### Filtres de mànegues
Els filtres de mànegues és un procés de separació de partícules, constituïdes per un teixit amb forma cilíndrica. Els gasos contaminants carregats de partícules es fan passar a través del teixit, i les partícules queden retingudes en la part externa de les mànegues.
Es tracta d'un filtre que consta de diverses mànigues teixides disposades sobre cistelles metàl·liques. La pols s'acumula en la seva part externa. El material del teixit s'ha d'adaptar a l'ús desitjat i les condicions existents com la temperatura o la presència de compostos corrosius. La mida dels porus limita la mida mínima de les partícules retingudes.
Els filtres de mànegues s'utilitzen sobretot en instal·lacions industrials com una alternativa als precipitadors electroestàtics S'utilitza amb corrents d'aire seques i en l'eliminació de contaminants en la producció de materials per a la construcció i el tèxtil, paper, fibra de vidre, tefló, cotó, nylon, polièster, llana, etc. El seu rendiment és del 99% per a partícules de diàmetre superior al 0,1mm. El pols acumulada ha de tractar-se adequadament. En alguns casos com la fabricació de ciment pot ser retornat al procés de fabricació .
| Característiques tècniques                                                    |
| ----------------------------------------------------------------------------- |
| Principalment per diàmetre de partícula inferior a 1 μm                       |
| Flux d‘aire: 0.1 a 50 m3 /s amb bosses estàndard, 50 a 500 m³/s bosses a mida |
| inferior a 300 °C i superior al punt de rosada                                |
| Càrrega de sòlids: 1 a 23 g/m3                                                |
| Pot operar a pressió (+/- 0.6 atm)                                            |
| Cost inversió i operació moderat                                              |

## Tractaments fisicoquímics
Els tractaments fisicoquímics de contaminants atmosfèrics són processos d'absorció (procés de transferència de matèria en què la part contaminant d'un gas es dissol en un líquid) o adsorció (fenomen en què les molècules contaminants es queden adherides en la superfície d'un sòlid en passar per ell) dels contaminants 

### Processos fisicoquímics d'absorció

#### Scrubber
El Venturi Scrubber Procés de tractament d'aire contaminat tant utilitzat per eliminar partícules com gasos contaminants, molt utilitzat per a contaminants àcids. Consisteix en un sistema que injecta un reactiu (aire contaminat) en una xemeneia saturada. D'aquesta manera tant les partícules com part dels contaminants es veuen retinguts i es dipositen en el fons. El gas “net” és extret per la part superior. Existeixen diferents tipus: Wet Scrubbing, Dry Scrubbing.
L'eficàcia del dispositiu està entorn del 70% incrementant-se amb la pèrdua de pressió fins al 99%. Sovint necessita un sistema de pre-tractament per a separar partícules.
| Característiques tècniques                             |
| ------------------------------------------------------ |
| Principalment PM 10 i PM2.5 i compostos molt solubles. |
| Flux d‘aire: de 0. 2 a 50 m3 /s                        |
| limitada a 4 - 45 °C per aigua com a absorbent         |

#### Torres de plats
Procés de tractament d'aire contaminat que consta d'un dispositiu en forma de xemeneia dividit en diferents estrats, també anomenats plats, que tenen la funció d'injectar i “rentar” el gas contaminat per a poder separar seguidament el líquid resultant, on és present el contaminant, per la part inferior, i el gas pos-tractat, extret per la part superior.
L'eficàcia del dispositiu és del voltant del 95-99% per contaminants inorgànics i del voltant del 80-99% per compostos orgànics volàtils (COV). Per augmentar l'eficàcia en COVs poc solubles cal solvents específics. No es pot utilitzar aquest mètode en condicions corrosives.
| Característiques tècniques                                |
| --------------------------------------------------------- |
| Principalment vapors i gasos, no per matèria particulada. |
| Flux d‘aire: 0. 5 a 35 m³/s                               |
| limitada a 4 - 45 °C per aigua com a absorbent            |
| Concentracions 250 a 10000 ppmv.                          |
| Cost inversió alt i d'operació mitjà                      |

#### Llits empacats
Procés de tractament d'aire contaminat que consta d'un dispositiu en forma de xemeneia on en l'interior existeixen un sistema porós, també anomenats llits empacats, que tenen la funció d'augmentar la superfície de contacte entre el reactiu i el gas contaminat per a poder separar seguidament el líquid resultant, on és present el contaminant, per la part inferior, i el gas post-tractat, extret per la part superior.
L'eficàcia del dispositiu és del voltant del 95-99% per contaminants inorgànics i del voltant del 70-95% per COVs. Per augmentar l'eficàcia en COVs poc solubles cal solvents específics.
| Característiques tècniques                                                      |
| ------------------------------------------------------------------------------- |
| Principalment vapors i gasos inorgànics (àcid cròmic, àcid sulfhídric, amoníac) |
| COVs (no tant recomanable) i PM menor o igual a 10 i 2.5 μm.                    |
| Flux d‘aire: les velocitats típiques del flux de gas són de 0.25 a 35 m3 /s     |
| limitada a 4 - 45 °C per aigua com a absorbent                                  |
| Concentracions de 250 a 10000 ppmv. Concentració inferior a 0.45 g/m3           |
| Temps de residència entre 1 i 6 segons                                          |
| Cost inversió i operació similar, cost baix-mitjà                               |

### Processos fisicoquímics d'adsorció

#### Mecanisme
L'adsorció és un fenomen fisicoquímic que consisteix en la formació d'una capa de gas, de líquid o de sòlid sobre la superfície d'una substància sòlida (tot i que a vegades també es pot produir sobre una superfície líquida). És un fenomen habitual, per exemple, en els processos de corrosió.
L'adsorció, igual que altres fenòmens fisicoquímics, és present a la vida quotidiana. Per exemple, en la neteja en sec de taques d'oli o greix d'un teixit: es cobreix la taca amb un adsorbent mitjançant un polvoritzador (o bé s'empolvora manualment, per exemple, amb pols de talc) i al cap d'un temps es raspalla per a eliminar-lo: amb l'adsorbent se'n va també l'oli adsorbit.
- Adsorció química o quimiadsorció : La superfície adsorbent queda coberta per una sola capa de molècules, àtoms o ions mitjançant forces químiques (enllaços covalents).
- Adsorció física: es deu a la interacció per forces de Van der Waals entre les molècules contaminants i les de la superfície del sòlid (unió feble).
- Multicapa - Útil si es vol regenerar posteriorment l'adsorbent a més de recuperar el contaminant (augment de temperatura per a la regeneració del sòlid).
- Monocapa- Procés exotèrmic: risc d'incendi amb certs COVs (cetones i terpens). És recomanable la humidificació de l'aire a tractar.

#### Equips
Llit Fix : Dispositiu format per diferents capes de producte adsorbent disposat en paral·lel i de forma fixa. Consta de dos entrades i tres sortides (en el cas d'un dispositiu simple), pel gas a tractar, ja que la ubicació d'aquestes sortides es troba separada de les entrades per les capes d'adsorbent. Així mateix també consta de l'entrada de gas per a la reactivació i una sortida per a l'extracció del producte de neteja.
El procés s'inicia injectant el gas contaminat en el dipòsit, degut a la succió de les sortides el gas contaminat passa a través de l'adsorbent on es queda retingut el contaminant i així s'extreu el gas tractat i net.
Llit mòbil : Dispositiu format per un doble cilindre que conté el producte adsorbent (normalment carbó actiu) i el centre d'aquest és la zona de recollida del gas ja tractat i net.
Aquest procés augmenta l'eficàcia de l'adsorció en vers als equips de llit fix, ja que augmentant la superfície útil de contacta de l'adsorbent i disminueixen la mida.

## Tractaments biològics
Els tractaments biològics de contaminants atmosfèrics són aquells que utilitzen microorganismes per eliminar els contaminants de l'aire. L'interès particular de l'ús de tractaments biològic és que no utilitzen un altre tipus d'energia més que la capacitat dels microorganismes per metabolitzar un variat rang de COV. Els catalitzadors són espècies microbianes heterotròfiques (bacteris, fongs, llevats) que són capaços d'utilitzar el COV de dues formes :
1. Utilitzar els contaminants com a font d'energia, aquests s'oxiden en el curs de la ruta catabòlica (cadena respiratòria) generant ATP.
2. Els contaminants són utilitzats com a font de carboni durant el procés anabòlic donant lloc al creixement cel·lular.

Aquest procés presenta certes avantatges com eliminar el contaminant sense generar subproductes nocius, així no és necessari un post-tractament dels productes resultants. D'aquesta manera es redueix el cost del tractament, fent que sigui del processos de tractament de contaminants atmosfèrics més barats.
Malgrat tot existeixen alguns inconvenients, com són la necessitat de controlar les condicions de creixement dels microorganisme, pH, Temperatura, etc.

### Bioreactors

#### Biofiltre
Els biofiltres són equips on el gas a tractar es fa passar a través d'un cert volum de rebliment orgànic porós. Un cop el contaminant s'ha difós al biofilm, és degradat pels microorganismes. La humitat és mantinguda gràcies a la humidificació prèvia del corrent gasós i el ruixat amb aigua de forma periòdica. La fase aquosa pot contenir els nutrients si no són intrínsecs del material.
El biofiltre de goteig és un exemple. La característica diferencial és que en aquest reactor es fa gotejar una fase aquosa sobre el substracte, que està fabricat amb algun tipus de material sintètic. La seva funció és la de proporcionar la superfície necessària per la subjecció dels microorganismes i pel contacte líquid-gas.

#### Biofiltre percolador
Al biofiltre percolador el gas contaminat passa a través del llit, que és contínuament irrigat amb fase aquosa recirculada. La fase líquida conté els nutrients necessaris per al creixement del biofilm. La recirculació permet mantenir el rebliment humit sense necessitat d'una humidificació prèvia del corrent gasós, elimina possibles subproductes que podrien resultar prejudicials per als microorganismes i millora la transferència de matèria d'una fase a l'altra.

#### Biorentador
Els biorentadors actuen en dues operacions unitàries que són la torre d'absorció i el reactor de mescla. El contaminant a la fase gas passa a la fase líquida. Els corrents líquid i gasós actuen a contracorrent. La columna pot estar buida o contenir rebliment. El rebliment augmenta l'àrea de transferència de massa. Un cop el contaminat ha passat a la fase aquosa aquesta és portada al reactor de mescla on té lloc la degradació biològica. El tanc mesclador SOL ser més gran que la torre d'absorció i conté els fangs actius en suspensió o immobilitzats.

## Legislació
- Directives Europees
- Legislació Espanyola
- Legislació Catalana Arxivat 2010-12-28 a Wayback Machine.